# Commuter Cars Corporation

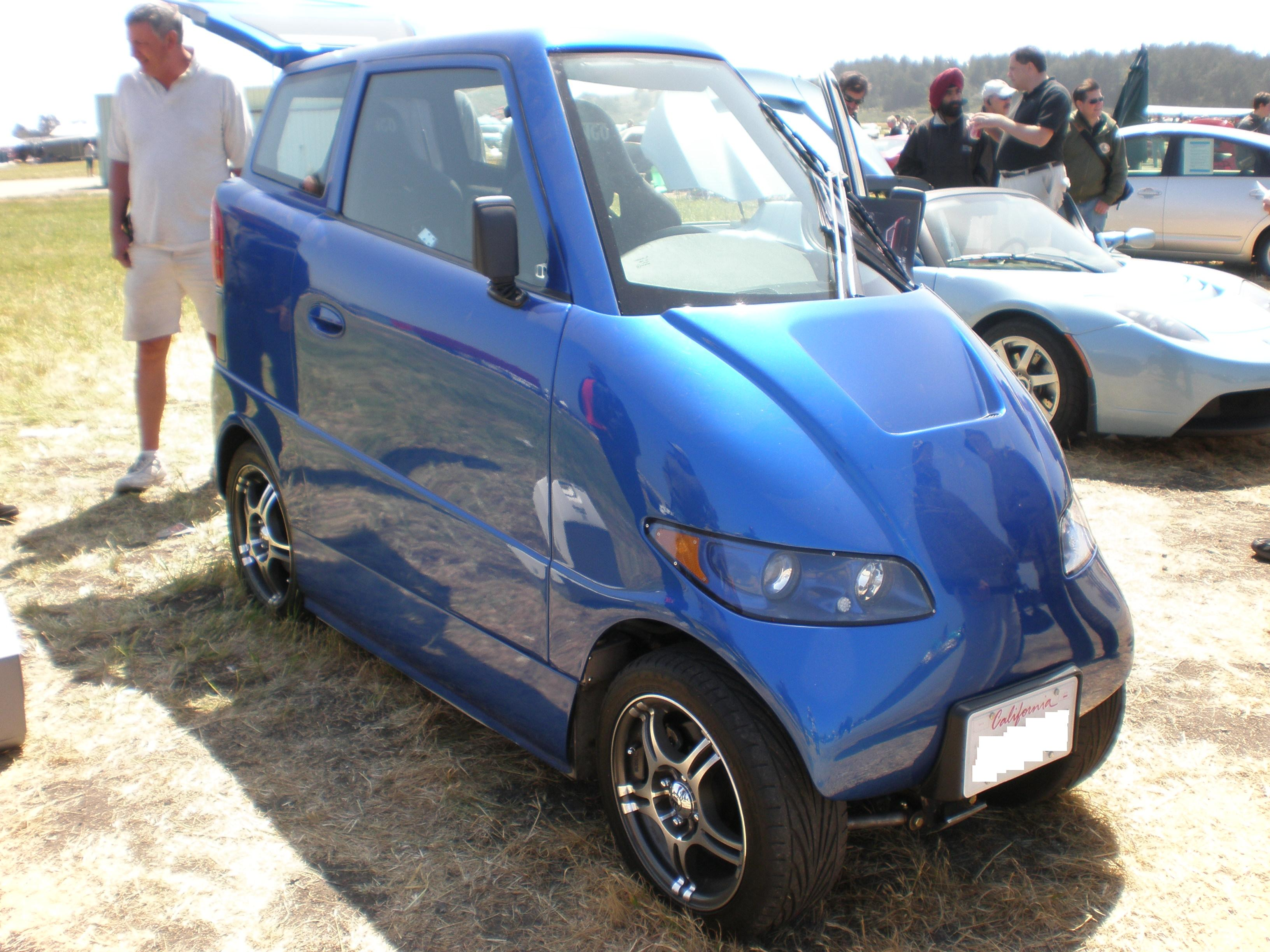
Commuter Cars Tango

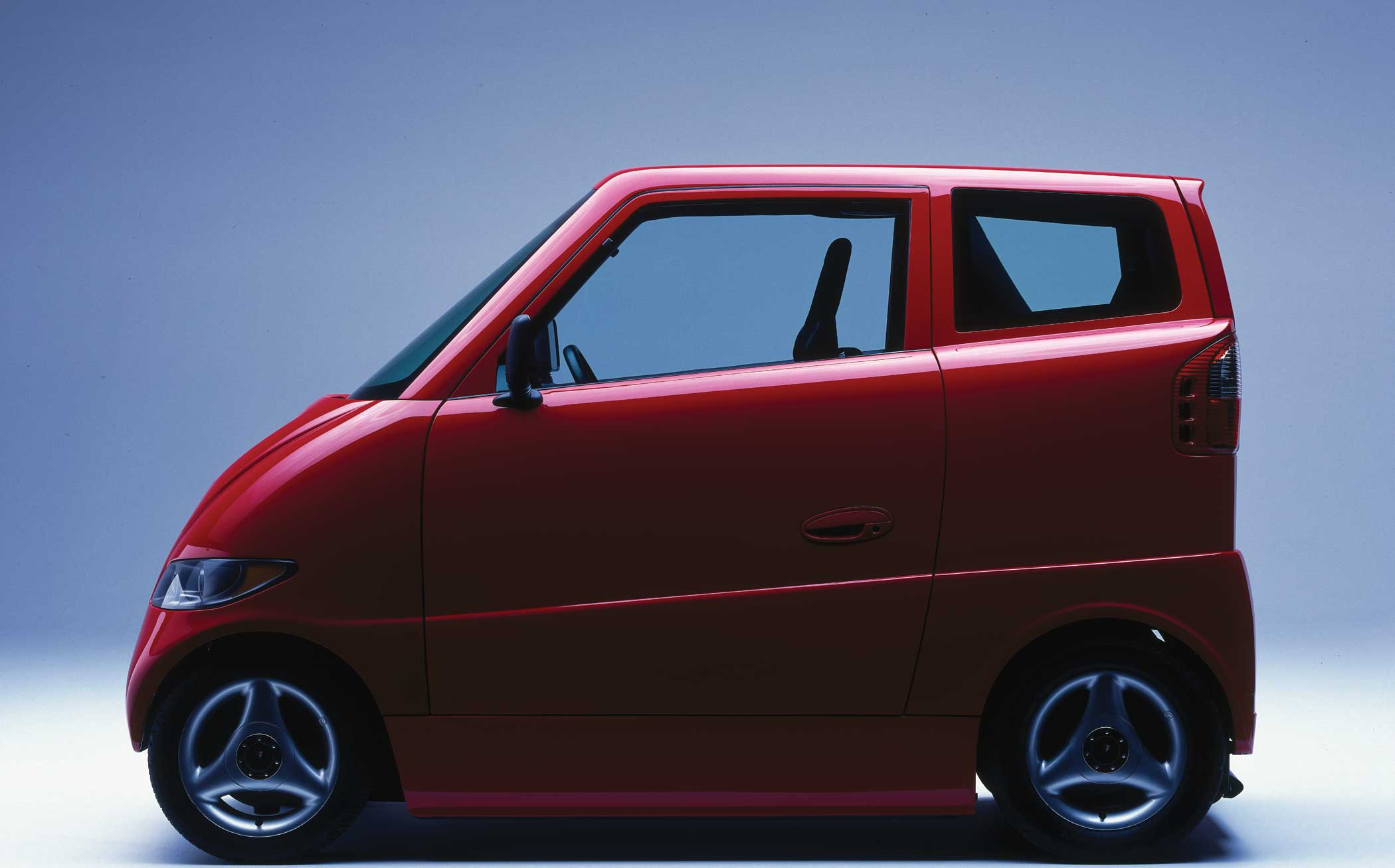
Seitenansicht

Commuter Cars Corporation ist ein US-amerikanischer Hersteller von Automobilen.

## Unternehmensgeschichte
Das Unternehmen wurde am 26. September 2000 gegründet. Rick Woodbury leitet es. Der Sitz befindet sich in Spokane im Bundesstaat Washington. 2005 begann die Produktion von Automobilen. Der Markenname lautet Commuter Cars.

## Fahrzeuge
Das einzige Modell ist ein Elektroauto. Die geschlossene Karosserie bietet zwei Personen hintereinander Platz. Das Fahrzeug ist nur 250 cm lang, 99 cm breit und 150 cm hoch. Die Elektromotoren leisten 600 kW.